# Eisai
Pour les articles homonymes, voir Eisai (homonymie).
Eisai (明菴栄西, Myōan Eisai) ou Maître zen Eisai (栄西禅師, Eisai Zenji, 27 mai 1141 - 1er août 1215) est le fondateur de l’école rinzai au Japon. En 1191, il introduisit  cette doctrine au Japon, à la suite de son voyage en Chine de 1187 à 1191, au cours duquel il a été initié zen rinzaï par le maître Hsü an. C'est aussi lui qui aurait popularisé le thé au Japon, à la suite de ce même voyage.

## Biographie
Myoan Eisai est né dans la province de Bitchu (aujourd’hui province de Okayama). Il commence ses études monastiques dans un temple Tendai, mais, mécontent de l'état du bouddhisme au Japon à l’époque, il part en avril 1168 en Chine, où il séjourne jusqu'en septembre. Là il rencontre Chôgen, un moine japonais de l'école Shingon et se rend avec lui entre autres au mont Tiantai et visite différents lieux saints. Il rend également visite à plusieurs maîtres chan, et il est frappé de voir à quel point le zen  (l'équivalent japonais du chan) est répandu dans le pays. Il ramène également dans ses bagages plusieurs traités de l'école Tiantai.
En 1187, il entreprend un nouveau voyage en Chine, au cours de ce second voyage, il devient le disciple de Xuan Huaichang. Il sera certifié maître zen rinzaï, et revient au Japon en 1191, apportant avec lui des écritures zen, mais aussi des graines et des plants de thé qu'il planter sur l'île d'Hirado et dans les montagnes de Kyūshū. On considère généralement que c'est Eisai qui a rendu le thé populaire au Japon.
Arrivé dans son pays, il fonde immédiatement le temple de Hoonji dans l’île de Kyushu, qui sera le premier temple zen du Japon. Eisai commence à propager lentement cette nouvelle foi, essayant de gagner le respect de l'école Tendai et de la cour impériale par une diplomatie habile. En 1198, il achève un ouvrage en trois fascicules, le Kôzen gokoku-ron (« Traité de la protection de l’État par l'établissement de la méditation [Zen] ». 
Confronté à l'opposition des écoles traditionnelles du bouddhisme japonais comme l’école Tendai, Shingon ou encore celle de la terre pure, Eisai quitte finalement Kyoto pour le nord-est dans la ville de Kamakura en 1199. Là, le Shogun et ses samuraïs accueillent avec enthousiasme ses enseignements zen orientés vers les arts martiaux. Hôjô Masako, la veuve du Shogun Minamoto no Yoritomo, l'autorise à construire le temple Jufuku-ji, le premier centre zen à Kamakura. 
En 1211, il écrit le Kissa Yōjōki (喫茶養生記), « Notes sur l'influence salutaire de l'infusion du thé », ouvrage en deux livres, qui sera en augmenté en 2014. 
Eisai meurt en 1215 à l'âge de 75 ans. Il a eu parmi ses disciples Dogen, qui fondera l’école soto au Japon. Une fête de commémoration en son honneur d'Eisai est célébrée chaque année le 20 avril, lors d'une cérémonie appelée yotsugashira chakai (四頭茶会) « rencontre de thé à quatre invités », au Kennin-ji à Kyoto.

## Principales œuvres
Eisai fut un auteur prolifique, avec  trente-cinq ouvrages connus. Pierre Marsone dresse une liste de vingt-trois titres pour lesquels on possède un manuscrit (seize d'entre eux étant datés et s'étageant entre 1175 et 1211, les sept autres ne l'étant pas). À quoi s'ajoutent douze autres œuvres aujourd'hui perdues, mais dont on trouve la mention dans différentes sources.
Le Kissa Yōjōki , « Notes sur l'influence salutaire de l'infusion du thé » est un texte important de Eisai. Dans la première partie, celui-ci présente la culture du thé, explique la cérémonie du thé telle qu'il l'a découverte en Chine, et vante les effets positifs de boisson. Dans la seconde, il présente les vertus des infusions de thé et de feuilles de mûrier dans la prévention des maladies. D'une manière générale, il encourage la consommation du thé pour ses effets positifs sur la santé et sur la clarté de l'esprit.  
Cet ouvrage met l'accent sur les bienfaits médicinaux du thé, si bien qu'il a été considéré essentiellement comme un livre de médecine. Pourtant, il est aussi connu pour avoir été le premier à parler du thé comme boisson, et il a également contribué à faire de la consommation du thé une coutume au Japon. En ce sens, il s'agit d'un livre pionnier de ce qui sera connu comme la « voie du thé ». Eisai va également faire découvrir le thé aux samouraïs. 

### Traduction
- Pierre Marsone, Aux origines du Zen. Édition bilingue, commentée et annotée, du Kōzen gokoku ron de Eisai (1143–1215) [« 興禪護國論  »], Paris, Éditions You-feng,‎ 2002, 364 p. (ISBN 978-2-842-79121-6).
- (en) Eisai (trad. et introduction par Gishin Tokiwa), « A Treatise on Letting Zen Flourish to Protect the State », dans John McRae, Gishin Tokiwa, Osamu Yoshida, Osamu; Steven Heine, Zen texts, Berkeley, Numata Center for Buddhist Translation and Research, 2005, 328 p. (ISBN 1-886-43928-1, lire en ligne), p. 115-191 + Annexes et notes p. 192-238

### Études
- (en) William M. Bodiford (en), Soto Zen in Medieval Japan, Hawaii, University of Hawaii Press, coll. « Studies in East Asian Buddhism », 2008, 368 p. (ISBN 978-0-824-81482-3, lire en ligne), p. 22–36
- (en) Heinrich  Dumoulin, Zen Buddhism : A History, vol. II : Japan, Bloomington (IN), World Wisdom, 2005, 509 p. (ISBN 978-0-941-53290-7, lire en ligne), p. 14-24 et passim